# Большой Луцк
Большой Луцк — деревня в Большелуцком сельском поселении Кингисеппского района Ленинградской области.

## История
Впервые упоминается в писцовых книгах Шелонской пятины от 1571 года как деревня Луско Болшое — 3 обжи в Ямском Окологородье.
Затем как деревня Luscha by — 2 обжи в шведских писцовых книгах 1618—1623 годов.
На карте Ингерманландии А. И. Бергенгейма, составленной по шведским материалам 1676 года, она обозначена как деревня Stora Lusicka.
На шведской «Генеральной карте провинции Ингерманландии» 1704 года — как деревня Luska.
Как деревня Лусика она упомянута на «Географическом чертеже Ижорской земли» Адриана Шонбека 1705 года.
Деревня Луска упоминается на карте Ингерманландии А. Ростовцева 1727 года.
На карте Санкт-Петербургской губернии Ф. Ф. Шуберта 1834 года обозначена деревня Большая Луцкая, состоящая из 34 крестьянских дворов.

ЛУЦКАЯ — мыза принадлежит надворной советнице Бистром, число жителей по ревизии: 6 м. п., 2 ж. п.

БОЛЬШОЕ ЛУЦКОЕ — деревня принадлежит надворной советнице Бистром, число жителей по ревизии: 126 м. п., 151 ж. п. (1838 год)

Согласно карте профессора С. С. Куторги 1852 года, деревня называлась Большая Луцкая.

ЛУЧКО БОЛЬШОЕ — деревня вдовы надворного советника Бистром, по просёлочной дороге, число дворов — 33, число душ — 129 м. п. (1856 год)

БОЛЬШОЕ и МАЛОЕ ЛУЦКО — деревня, число жителей по X-ой ревизии 1857 года: 172 м. п., 165 ж. п., всего 337 чел.

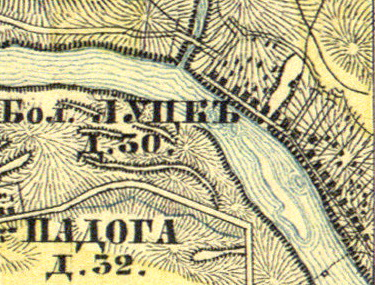
Деревня Большой Луцк на карте 1860 года

Согласно «Топографической карте частей Санкт-Петербургской и Выборгской губерний» в 1860 году деревня называлась Большой Луцк и насчитывала 30 крестьянских дворов.

ЛУЦКАЯ — мыза владельческая при реке Луге, число дворов — 1, число жителей: 5 м. п., 8 ж. п.;
 
БОЛЬШОЕ ЛУЦКОЕ — деревня владельческая при реке Луге, число дворов — 50, число жителей: 142 м. п., 151 ж. п. (1862 год)

БОЛЬШОЕ ЛУЦКО — деревня, по земской переписи 1882 года: семей — 45, в них 153 м. п., 165 ж. п., всего 318 чел.

В 1882 году временнообязанные крестьяне деревни Большое Луцко выкупили свои земельные наделы у А. Ф. Бистром и стали собственниками земли.
Сборник Центрального статистического комитета описывал деревню так:

БОЛЬШАЯ ЛУЦКА — деревня бывшая владельческая при реке Луге, дворов — 37, жителей — 289. Часовня, школа, лавка. (1885 год)

Согласно материалам по статистике народного хозяйства Ямбургского уезда 1887 года, пустошь Луцкая площадью 205 десятин принадлежала генерал-лейтенанту П. А. Веймарну, пустошь была приобретена до 1868 года. Кроме того, имение при селении Луцк площадью 9 десятин принадлежало крестьянину Лифляндской губернии А. М. Блауфету, имение было приобретено в 1885 году за 8500 рублей, в нём находилась мельница и крупорушка.
По земской переписи 1899 года:

БОЛЬШОЕ ЛУЦКО — деревня, число хозяйств — 48, число жителей: 105 м. п., 122 ж. п., всего 227 чел.;
 разряд крестьян: бывшие владельческие; народность: русская

В 1900 году, согласно «Памятной книжке Санкт-Петербургской губернии», мыза Луцкое площадью 135 десятин принадлежала мещанину Василию Никитичу Никитину.
В конце XIX — начале XX века деревня административно относилась к Горкской (Горской) волости 2-го стана Ямбургского уезда Санкт-Петербургской губернии.
По данным «Памятной книжки Санкт-Петербургской губернии» за 1905 год деревня называлась Луцкое Большое. Расположенная при ней мыза Луцк площадью 906 десятин принадлежала «Обществу крестьян Большого и Малого Луцка». Кроме того участком земли мызы Луцк площадью 136 десятин владела Наталья Власьевна Васильева, а также лесная пустошь Луцкая  принадлежала наследникам крестьянина Кузьмы Константиновича Константинова.
С 1917 по 1927 год деревня Большой Луцк входила в состав Луцкого сельсовета Горкской волости Кингисеппского уезда.
Согласно данным переписи населения СССР 1926 года в деревне Луцк Большой Больше-Луцкого сельсовета проживали 239 человек, большинство русские, а также эстонцы и цыгане.
С февраля 1927 года в составе Кингисеппской волости.
В 1928 году население деревни Большой Луцк также составляло 239 человек.
По данным 1933 года деревня Большой Луцк входила в состав Большелуцкого сельсовета Кингисеппского района. Административным центром сельсовета была деревня Падога.
По данным 1936 года в состав Большелуцкого сельсовета входили 9 населённых пунктов, 317 хозяйств и 7 колхозов. Административным центром сельсовета была деревня Александровская Горка.

План деревни Большой Луцк. 1938 год

Согласно топографической карте 1938 года деревня насчитывала 46 дворов.
Деревня была освобождена от немецко-фашистских оккупантов 31 января 1944 года.
В 1958 году население деревни Большой Луцк составляло 174 человека.
По данным 1966, 1973 и 1990 годов деревня Большой Луцк также входила в состав Большелуцкого сельсовета.
В 1997 году в деревне Большой Луцк Большелуцкой волости проживали 76 человек, административным центром волости был посёлок Кингисеппский, в 2002 году — 59 человек (русские — 98 %), в 2007 году — 88 человек.

## География
Деревня расположена в центральной части района на автодороге 41К-579 (Кингисепп — Манновка).
Расстояние до административного центра поселения — 7 км.
Расстояние до ближайшей железнодорожной станции Кингисепп — 6 км.
Деревня находится на правом берегу реки Луга у места впадения в неё реки Солка.

## Демография
| 1862 | 2007 | 2010 | 2017 |
| ---- | ---- | ---- | ---- |
| 293  | ↘88  | ↘84  | ↗121 |

### Национальный состав
Согласно данным Всероссийской переписи населения 2021 года в деревне проживали 145 человек, из них:
 русские — 131, азербайджанцы — 6, белорусы — 1, узбеки — 1, другие национальности — 3 человека, остальные национальность не указали.

## Улицы
Береговая, Дачная, Дорожная, Дружная, Луговая, Луцкая, Полевая, Речная, Садовая, Солнечная.